# We Like to Party!
«We Like to Party!» es una canción de eurodance realizada por el grupo musical neerlandés Vengaboys. La canción se convertiría en su canción más famosa en Estados Unidos alcanzando el #26 en el Billboard Hot 100 y vendió 405 000 copias en todo el mundo.
El sencillo se vendió más en el Reino Unido que «Up and Down», donde alcanzó el #3 en febrero de 1999, vendiendo 474 000 copias, haciéndolo el número 29 de fin de año 1998 en el Reino Unido.
Fue el sencillo más famoso de Vengaboys en México, haciéndose notar por alcanzar el #1 en el Top 100 singles, y siendo el único en alcanzar esa posición en dicho país, vendiendo 76 000 copias y certificado en platino.

## Vídeo musical
El vídeo muestra a Vengaboys haciendo un recorrido por varios pueblos de la provincia de Barcelona, Gavá y Piera, en un autobús de los años 1960 (Vengabus) y terminan en un club nocturno de La Barceloneta. El Vengabus es conducido por el cantante de la banda Jon Curtis. 
En el vídeo podemos observar una "parodia" del grupo Village People bailando junto a los Vengaboys.

## Lista de canciones
- Sencillo En CD[1]

1. «We Like to Party!» (The Vengabus) (Airplay)(3:44)
2. «We Like to Party!» (Hugh Graham Bootleg)(4:21)
3. «We Like to Party!» (Klubbheads Mix) (6:07)
4. «We Like to Party!» (BCM RMX) (4:04)
5. «We Like to Party!» (More Airplay) (5:50)
6. «We Like to Party!» (Full Schwingg) (4:38)
7. «We Like to Party!» (DJ Disco Mix) (4:33)
8. «We Like to Party!» (Baunz Mix) (4:45)
9. «We Like to Party!» (BCM XXL) (6:21)

## Posicionamiento en listas y certificaciones
| Lista (1999)                                   | Mejor posición |
| ---------------------------------------------- | -------------- |
| Alemania (Offizielle Deutsche Charts)          | 4              |
| Australia (ARIA)                               | 2              |
| Austria (Ö3 Austria Top 40)                    | 6              |
| Bélgica (Flandes) (Ultratop 50)                | 1              |
| Bélgica (Valonia) (Ultratop 50)                | 10             |
| Canadá (Canadian Singles Chart)                | 7              |
| Estados Unidos (Billboard Hot 100)             | 26             |
| Estados Unidos (Dance Music/Club Play Singles) | 5              |
| Estados Unidos (Top 40 Mainstream)             | 23             |
| Francia (SNEP)                                 | 18             |
| Irlanda (IRMA)                                 | 3              |
| Italia (FIMI)                                  | 12             |
| Nueva Zelanda (Recorded Music NZ)              | 9              |
| Países Bajos (Dutch Top 40)                    | 2              |
| Reino Unido (UK Singles Chart)                 | 3              |
| Suecia (Sverigetopplistan)                     | 56             |
| Suiza (Schweizer Hitparade)                    | 4              |

| País        | Organismo certificador | Certificación    | Ventas  | Ref.   |
| ----------- | ---------------------- | ---------------- | ------- | ------ |
| Australia   | ARIA                   | Disco de Platino | 70 000  | [ 16 ] |
| Reino Unido | BPI                    | Disco de Oro     | 400 000 | [ 17 ] |

| Anterior: «One for Sorrow» de Steps               | Belgian Singles Chart (Región Flamenca) — Sencillo Nro 1 12 de septiembre de 1998 — 30 de octubre de 1998 | Siguiente: «How much is the fish» de Scooter |
| Anterior: «I Want It That Way» de Backstreet Boys | Top 100 Sencillos 3 de mayo de 1999                                                                       | Siguiente: «Fiesta» de Sentidos Opuestos     |